# ماري إلين أفيري
ماري إلين أفيري (بالإنجليزية: Mary Ellen Avery)‏ هي عالمة أمريكية في مجال طب الأطفال ولدت في 6 مايو 1927 في كامدن، حازت على جائزة قلادة العلوم الوطنية الأمريكية (1991).

## وصلات خارجية
- الموقع الرسمي لجائزة قلادة العلوم الوطنية الأمريكية